# 福特希爾板球場
福特希爾板球場（英語：Forthill）是一個位於蘇格蘭丹地布勞蒂費里的板球場，首項有紀錄賽事是在1884年由福弗爾郡對阿伯丁郡。蘇格蘭板球代表隊亦在1913年首次使用這球場，對手為北安普敦郡。
在1924至1999年期，球場共進行過六場頂級賽，第一場是在1924年蘇格蘭對愛爾蘭，1932年與印度交手，1951年伍斯特郡在這球場與蘇格蘭較量，之後在1978年和1992年新西蘭和愛爾蘭分別造訪這球場，而最後一場頂級賽則是對南非學院。此外這球場亦舉行過一些其它類型的板球比賽。
目前福弗爾郡板球會亦使用這球場為主場。

## 外部連結
- Forthill, Dundee （页面存档备份，存于） at ESPNcricinfo
- Forthill, Dundee （页面存档备份，存于） at CricketArchive

56°28′30.28″N 02°52′13.60″W / 56.4750778°N 2.8704444°W